# Uránércbányászat Magyarországon

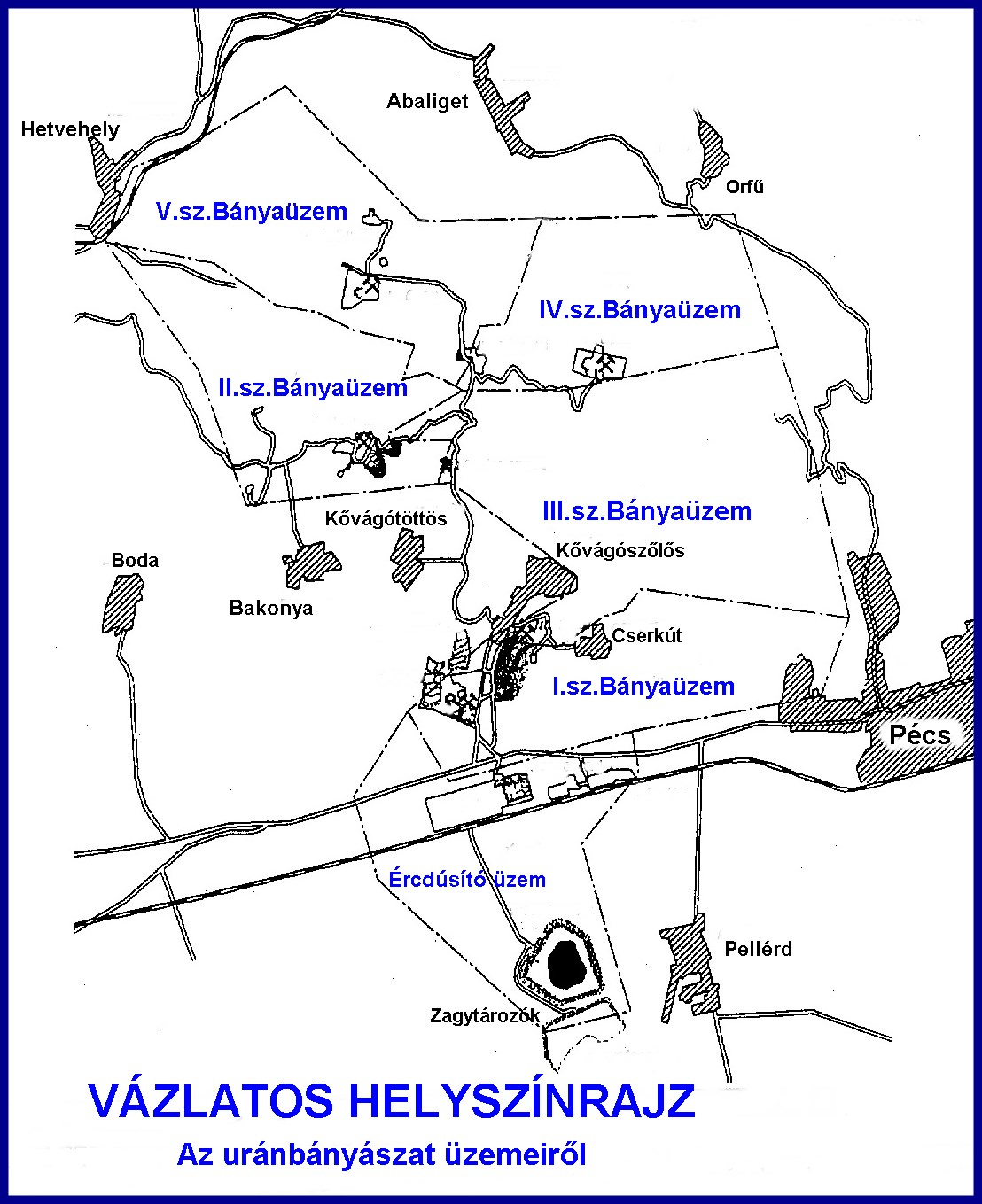
A magyarországi uránbányák vázlatos helyszínrajza

Az uránércbányászat Magyarországon 1957-ben indult a Mecsekben, Kővágószőlős település határában a Pécsi Uránércbánya Vállalat irányítása alatt. A bányászok lakásigényeinek kiszolgálására Pécsett rövid idő alatt felépült egy külön városrész, az Uránváros.
A termelés az 1980-as évek végén indult hanyatlásnak és a rendszerváltás után, 1996-ban fejeződött be annak gazdaságtalansága miatt; a bányaüzemeket 1997-ben zárták be végleg és megkezdték a rekultivációs és helyreállítási munkákat. A hazai urántermelést övező titkosítások és titkolózások miatt hosszú ideig nagyon sok téves hír és adat került a köztudatba. A bányászatnak ma a Mecseki Bányászati Múzeum Uránérc Bányászati Kiállítása állít emléket Kővágószőlősön.

## Az uránbányászat jelentősége
A hazai uránfém termelés mindvégig állami támogatással működött. Ennek csak egyik oka volt az érc gyenge minősége és a rendkívül nehéz bányászati körülmények. A másik ok az elszámolási rendszerben keresendő, amit KGST-egyezmények és államközi szerződések szabályoztak. A nagy mélységben, a nagy nyomású s magas hőmérsékletű kőzetkörnyezetben folytatott bányászkodás sok hasznos tapasztalattal gazdagította a szakembereket. Az uránérc bányászata Pécs városára kedvező hatású volt. A működés ideje alatt több mint 5700 lakást építtetett a vállalat (külön városrész alakult ki: az Uránváros) és az üzemek közel 8000  embert foglalkoztattak, de a városban és környékén még több ezer embernek biztosítottak munkalehetőséget a legnagyobb termelés idején.

## A feltárás

### Kezdeti kutatások
Magyarországon 1945 előtt a radioaktív anyagok kutatása csak a forrásvizek rádiumtartalmával kapcsolatban történt. A kutatások 1947-ben kezdődtek meg kezdetleges műszerezettséggel, házilag szerkesztett Geiger–Müller-számlálóval. Amikor radioaktivitást észleltek, a sugárzás intenzitását is meg tudták határozni. A méréseket a tapasztalatok alapján kiterjesztettek a hazai gránit előfordulásokból származó üledékes kőzetekre. Ennek keretében a kővágószőlősi permi vörös homokkőben 20–36 gramm/tonna hasadóanyag tartalomnak megfelelő sugárzást mutattak ki. Ezen eredmény alapján a hazai szakemberek arra a következtetésre jutottak, hogy lehetséges kitermelésre érdemes uránérc után kutatni.

### A kutatások intenzív szakasza
A Szovjetunió az 1950-es évektől kezdve intenzív kutatásokba kezdett, nemcsak a saját tagköztársaságaiban, hanem az érdekszférájába tartozó államokban is. 1952-ben a magyar kormány kérésére szovjet szakértő csoport érkezett  Magyarországra a kutatásokhoz. Először a meglévő szén és ércbányák területeit vizsgálták meg és egyes szénbányák meddőjében találtak is radioaktivitást de annak mértéke nem volt jelentős. Ezt követően a Velencei-hegység és a Mecsek átvizsgálására került sor. 1953 májusában a Mecsek hegység előterében a Jakab-hegy déli lejtőjén tömegesen előforduló permi korú homokkőben jelentős aktivitást tapasztaltak, amelynek alapján részletes radiometrikus mérésekre, geológiai és geodéziai térképezésre került sor, ehhez a kutatócsoportokat  erre a területre irányították át a részletes kutatások meggyorsítása érdekében. A kutatások alapján 1955 végére három ipari feltárásra alkalmas területet jelöltek ki (Délszőlős, Bakonya és Tótvár) és elvégezték az első készletszámításokat.
Ezután az iparág fejlesztésére a Szovjetunió határozott elvárása alapján került sor. 1956-ban megkezdték a termelés előkészítést Bauxit Vállalat fedőnév alatt. ( A Szovjetunióból még a 70-es években is erre a címre érkeztek gépszállítmányok.)

### Az ércesedés jellege
A külföldi gyakorlatban az átlagosan 0,3% fémtartalmú ércet tartották bányászatra alkalmasnak. A Mecsek hegységben talált ércvagyon az átlagosnál kedvezőtlenebb volt, 1 tonna érc 1,2 kg uránfémet tartalmazott (vagyis 0,12%-a fémtartalom). A mecseki homokkövekben található uránérc jellemzője, hogy több rétegben és szintben, nem összefüggően, hanem lencsés foltokban változatos kifejlődésben fordul elő, kemény, szívós homokövekben. Az ércet tartalmazó kőzet csak műszeres mérésekkel különböztethető meg a meddőtől, ezért nagyon sok külszini és bányabeli kutatófúrást kellett alkalmazni és sok kutatóvágat kihajtására volt szükség, ami a költségeket növelte.

## A kitermelés

### A  bányászati munkálatok kezdete
A Minisztertanács 00-1/1955. számú határozata alapján 1955. július 1-i hatállyal megalapították a Bauxitbánya Vállalatot. A bauxit nevet a szovjet szakértők határozott kívánságára az urán fedőneveként kellett használni. Az I. sz. üzem első, 120 méter mély függőleges aknáját 1956-ban mélyítették le és megkezdték a II. sz.üzem beruházási munkáit is, de a bányaépítést a forradalmi események miatt mintegy 3 hónapig szüneteltették.

### A termelés megindítása
Az érctermelést már az 1957-ben megalapított Pécsi Uránércbánya Vállalat néven kezdték meg a Kővágószőlős község határában létesített bányaüzemben, mélyművelés alkalmazásával és 1958-ban elindult a Szovjetunióba az első osztályozott érc szállítmány. A  vállalat nevét 1964-ben  Mecseki Ércbánya Vállalatra módosították.
A bányászat kezdetben a felszíntől számított 120-180 méter mélységekben folyt, de hamarosan már a nagyobb mélységekben fekvő ércesedést is művelésbe kellett vonni. A III. számú bányaüzemben már a felszíntől számított 430 méterig (a tengerszint alatt  120 méterre) folytatták a termelést. Kezdetekben a nyersérc dúsítását még nem tudták elvégezni, csak durva elválasztásra és osztályozásra került sor és gyakorlatilag nyersércet szállítottak ki.

### Dúsítómű létrehozása
A nyersérc dúsítására szolgáló létesítményeket 1964-ben helyezték üzembe, az előfordulástól délre, Pécs városától nyugati irányban megépített telephelyen, Pellérd közelében. Az ércdúsítás terén sem az osztályozásra sem a lehetséges dúsításra nem rendelkeztek megfelelő tapasztalatokkal. Budapesten és Moszkvában egyidőben folytatták a kutatásokat a fém ércből való kinyerésére. A nyersérc dúsításával a szállítási költségeket jelentősen csökkenteni lehetett. A dúsítás folyamatában 50% fémurán tartalmú terméket állítottak elő, melyet „sárga por”-nak  neveztek.
Üzemszerűen a kitermelt ércet összetörték és különböző szemnagyságú frakciókba történő osztályozás után  radiometrikus dúsítás mellett szódaoldatban való feltárással kémiai dúsítási eljárást is alkalmaztak.
A fémszegény érceket és a kis urántartalmú meddő kőzeteket 30 mm szemnagyság alá törték és 10-12 méter magas, alul szigetelt, úgynevezett perkolációs dombokban halmozták fel, ahol szódaoldatos többszöri átmosásukra került sor. Az így nyert feldúsult urántartalmú oldatot ioncserélős szeparációval uránmentesítették, majd a dúsítmányt besűrítették. Ezzel az itt kifejlesztett módszerrel 30 év alatt közel 600 tonna fémuránhoz jutottak, jelentősen javítva ezzel az összesített fémkihozatali értékekét és a gazdasági eredményeket.

### A termelés növelésének időszaka
A nyersérc dúsításának helyszínen történő megvalósításával szükségessé vált a nyersérc termelés mennyiségének fokozása.
Az újabb bányaüzemnél már az 1000 métert meghaladó mélységig kellett a termelést lehetővé tevő függőleges aknákat megépíteni, de vakaknák létesítésével 1200 méter mélységig hatoltak le. Ebben a mélységben a bányászatnak már olyan feladatokat kellett megoldani, amivel korábban nem találkoztak, fokozni kellett a bánya szellőztetését és a levegő hűtésére is sor került, mert a környező kőzet hőmérséklete elérte a +45 °C-ot. A nagy mélység miatti magas kőzethőmérséklet mellett a nagy kőzetnyomás a permi homokkő kvarc tartalmú pora és a levegőbe felszabaduló radongáz mennyisége jelentették a bányászat veszélyeit, ami sok esetben okozott egészség károsodást (elsősorban szilikózist).
Az 1975-ben megkezdett V. számú bányaüzem aknáit, már 1118, illetve 1250 méter mélységig építették meg, ami a tengerszint alatti 900 méter mélységet jelentette. Az ércvagyon azonban ennél mélyebb szinteken is megtalálható volt, ezért erről a szintről még egy vakaknát létesítettek, amivel elérték az ember által bejárható legnagyobb mélységet Magyarországon, a tengerszintje alatti 1150 méter mélységet. Ebben a mélységben a kőzet hőmérséklete már elérte a +53 °C-ot.
Az V. számú bányaüzem  teljes ércvagyonának termelésbe való bevonására a bánya időközben elrendelt  bezárása miatt már nem került sor, az otthagyott ércvagyon mennyiségét több millió tonnára becsülik.

### A kitermelt uránfém
A kitermelt fémurán mennyiségére vonatkozón pontos adatok ma már rendelkezésre állnak. A megismerhető, szakirodalomban megjelentetett közlemények összességében 20 463 tonna fémurán kitermeléséről számolnak be, amihez 1691 tonna leművelési veszteség és 2196 tonna „leírás” (tervszerűen visszahagyott mennyiség) vehető figyelembe.
A termelés ideje alatt a tervezésben, a feltárásban, a termelésben és a dúsításban is mindvégig szovjet „szakértők” tartózkodtak a helyszínen és nagyrészt a Szovjetunióban gyártott eszközöket használtak. Mindehhez és az ukrajnai Krivoj Rog térségében hasonló profilú vállalatokkal tartott szoros kapcsolathoz a 10 évenként megújított államközi egyezmény adott alapot.

### A bányabezárás
A bányabezárás politikai előzménye a Szovjetunió széthullása és ezzel a hidegháborús atomfegyverkezési verseny megszűnése volt, ami a mennyiség iránti igényt csökkentette. A fémurán világpiaci ára is drasztikusan csökkent, a hazai termelés önköltsége többszöröse volt a világpiacon beszerezhető uránfém árának, melyet nagy termelékenységgel működő, lényegesebben jobb minőségű ércet termelő külszíni fejtésű bányákban elsősorban Kanadában és Ausztráliában termeltek. 

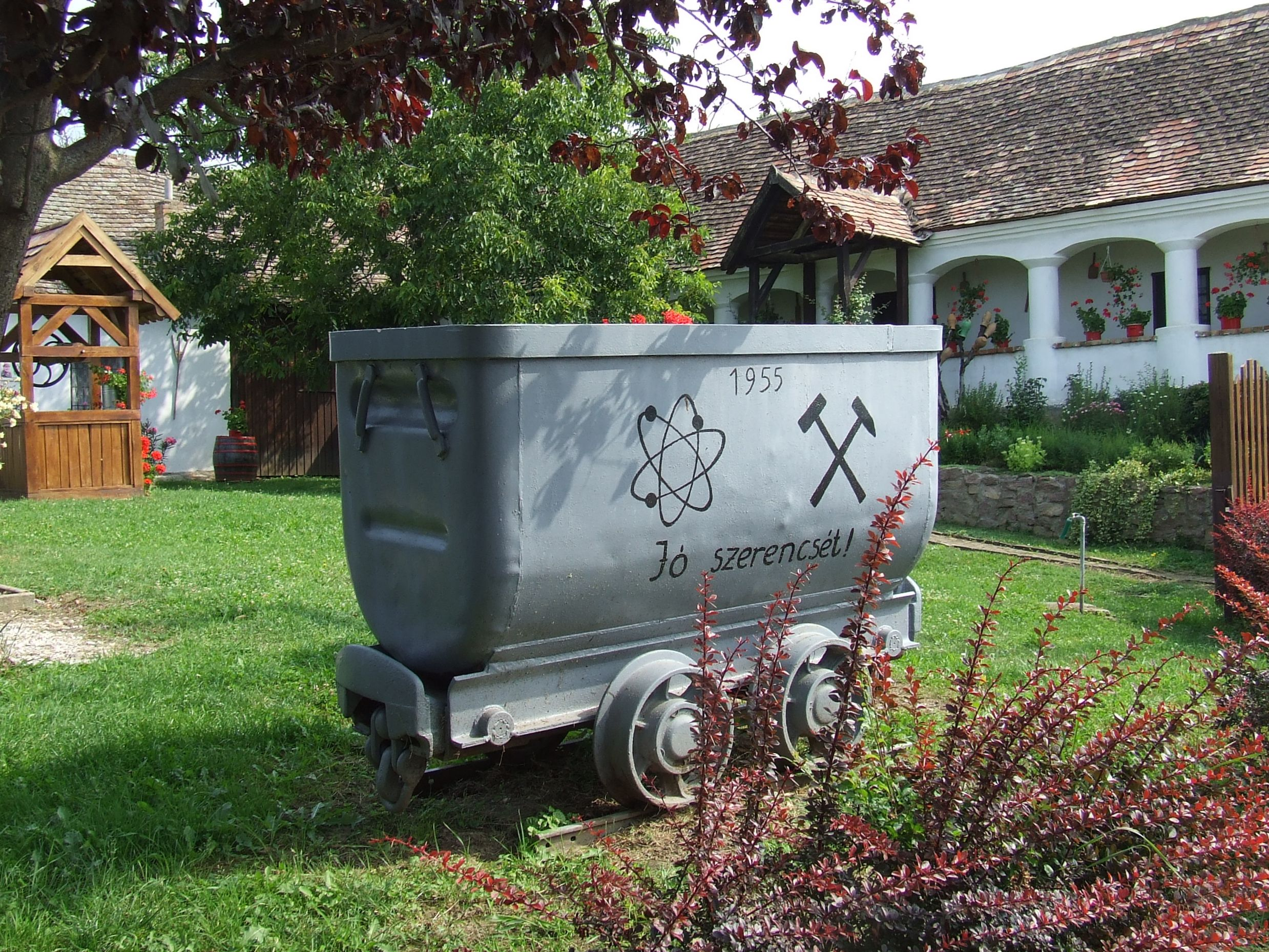
A bakonyai uránbányász-emlékmű

A bányabezárás is magas költségekkel jár és az 1989-ben hozott határozat végrehajtása még 2006-ban sem fejeződött be, ugyanis nemcsak a bányákat kellett bezárni. Rekultiválni kellett a bányák környezetét, fel kellett számolni a zagytározókat, perkolációs tereket, meddőhányókat, de sugármentesíteni kell a környező utakat és üzemi területeket is. A bányabezárások, rekultivációjára a sugármentesítési munkák végzésére, az üzemi épületek és területek más célú hasznosításának kialakításra a nagyvállalat felszámolása során több kis társaságot hoztak létre. A rekultiváció főbb céljai: a sugárzási szintek csökkentése, a vizek szennyeződésének csökkentése illetve a további szennyezés megakadályozása, a porzásgátlás, a tájrendezés és az élőhelyek helyreállítása.

## Összefoglaló adatok az uránbányászatról.
| Megnevezés        | Egység | 1960    | 1970    | 1980    | 1990        | 1993    | 1996     |
| ----------------- | ------ | ------- | ------- | ------- | ----------- | ------- | -------- |
| Kitermelt kőzet   | m³     | 269 070 | 567 181 | 578 936 | 336 390     | 199 710 | 100 000* |
| Az előzőből érc   | tonna  | 378 405 | 759 429 | 833 495 | 616 382     | 366 468 | 160 000* |
| Fémtartalom       | ‰      | 1,05    | 0,70    | 0,82    | 0,85        | 1,12    | 1,20*    |
| Dúsítmány export  | tonna  | 286,9   | 501,8   | 669,6   | 490,4       | 380,0   | 200,0*   |
| Vágatkiképzés     | méter  | 19 792  | 46 405  | 37 195  | 10 915      | n.a     | n.a      |
| Foglalkoztatottak | fő     | 4 797   | 7 915   | 7 188   | 4 517       | 1 755   | 1 200*   |
| Balesetek száma   | fő     | 950     | 480     | 294     | 282         | 307     | n.a      |
| Halálos baleset   | fő     | 6       | 3       | 2       | nem történt | 2       | n.a      |

Jelölés:*=becsült érték, n.a = nincs adat

## Az uránércbányászat jövője

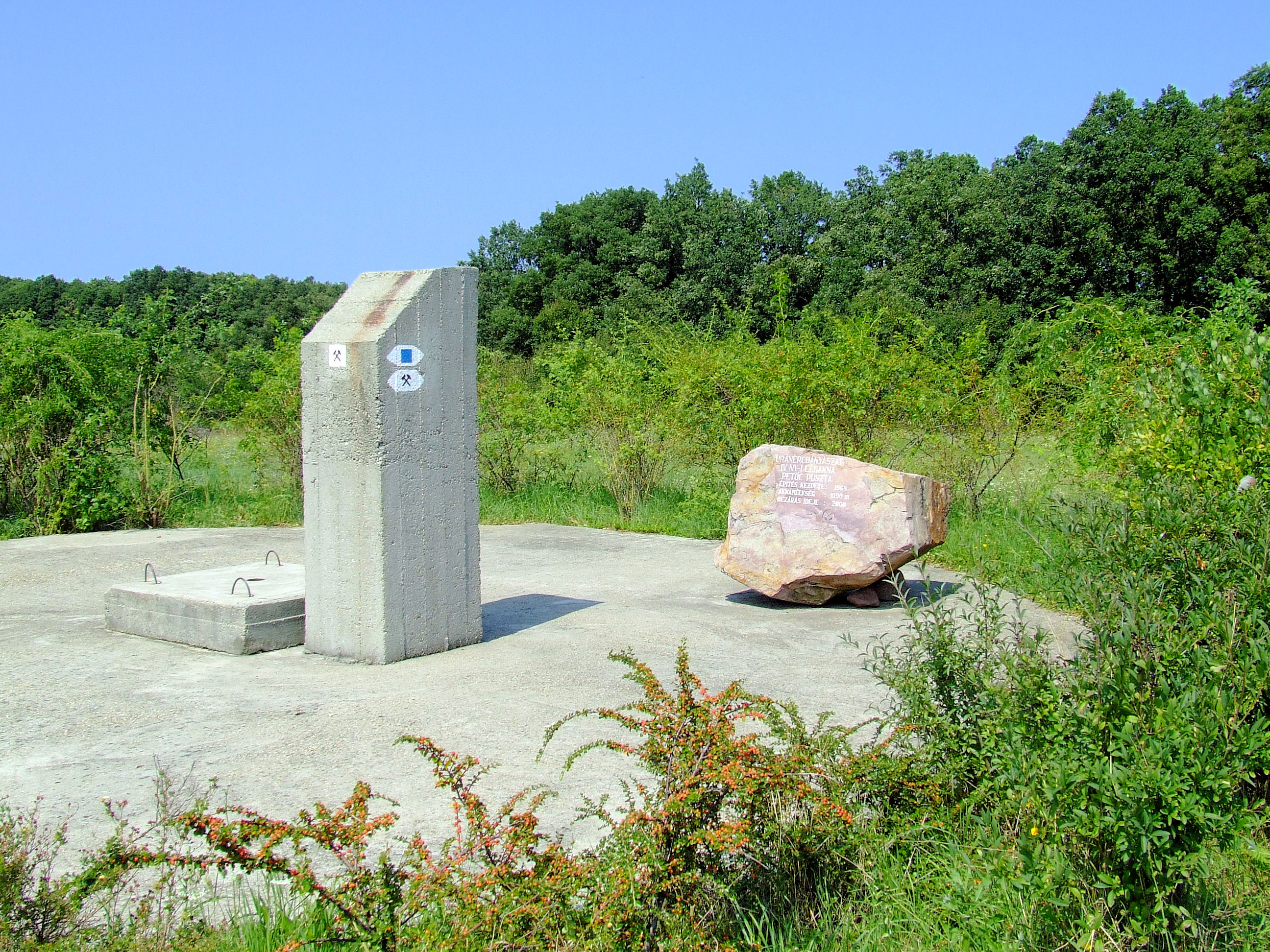
Emlékkő Petőczpuszta mellett

Az uránérc világpiaci ára a 2000-es évek közepén olyan mértékben emelkedett, hogy újra kifizetődővé vált a tervszerűen visszahagyott valamint a már megkutatott, de még fel nem tárt uránérc-vagyon kitermelése. Ezért 2007-től egy ausztrál hátterű bányavállalat újrakezdte a geológiai kutatásokat az egykori bányaterületen. A cél a korábbi adatok pontosságának ellenőrzése és új kutatófúrások segítségével további részletek megállapítása az érclencsék elhelyezkedéséről, kiterjedéséről és minőségéről. 

Az új bánya várhatóan mélyművelésű lesz, a korábbitól eltérően függőleges aknák helyett lejtősaknákkal és ezeket kiegészítő légaknával. A bánya bejárata és a tervezett ércdúsító a korábbi I. sz. bányaüzemtől nyugatra, a helyi vízbázistól távolabb helyezkedne el. A kitermelés során alkalmazandó technológia is lényegesen eltér majd a korábbitól.
2012 februárjában a kutatásokat végző társaság együttműködési megállapodást írt alá a területet igazgató, illetve a kitermelési jogok egy részét birtokló állami vállalatokkal, a Mecsek-Öko Zrt.-vel és a Mecsekérc Zrt.-vel. 2012 végén várható egy állami vegyesvállalat létrehozása is a kitermelés előkészítésére.
A bányanyitási tervek ellen civil kezdeményezésre 2012 júliusában tiltakozó mozgalom alakult neMecsek néven. Érvelésük lényege, hogy a Pécs északnyugati lakott területei alá benyúló bányavágatok veszélyeztetik a terület ivóvizét és negatív hatással lehetnek a város turizmusára és az érintett ingatlanok értékére.

## Külső források
- Benke István (főszerk.) : A Magyar Bányászat Évezredes Története. II. OMBKE. Budapest. 1996.
- Dr. Horn János (szerk.) : Nemcsak a szépre emlékezem. Bányászati Kultúráért Alapítvány. 2004.
- FÖLDTANI KUTATÁS 1997, XXXIV. Évfolyam 3. szám.
- Siklosy Zoltan: A hazai uránbányászat nyomai a mecseki Trio-barlang cseppkövében - [halott link]
- Békés Sándor. Mélyből hangzó szívdobbanás. Mecseki uránbányászat 1955–1997. (Megjelent: 2014.)
- Az uránbányászat 60 éve Archiválva 2020. szeptember 23-i dátummal a Wayback Machine-ben
- "Pécsi uránbánya fotók" Facebook-oldal
- Volt egyszer egy uránbánya. Szerk. Bánvölgyi Ferenc - Kukai András.
- Másfél kilométerre a föld alatt - Dokumentumfilm az uránbányászokról - 1987
- Pécsi Stúdió - Uránbányászok (cikk- és dokumentumfilmgyűjtemény)
- Így láttuk mi Archiválva 2020. október 13-i dátummal a Wayback Machine-ben